# Tarsdorf
Tarsdorf osztrák község Felső-Ausztria Braunau am Inn-i járásában. 2018 januárjában 2068 lakosa volt.

## Elhelyezkedése

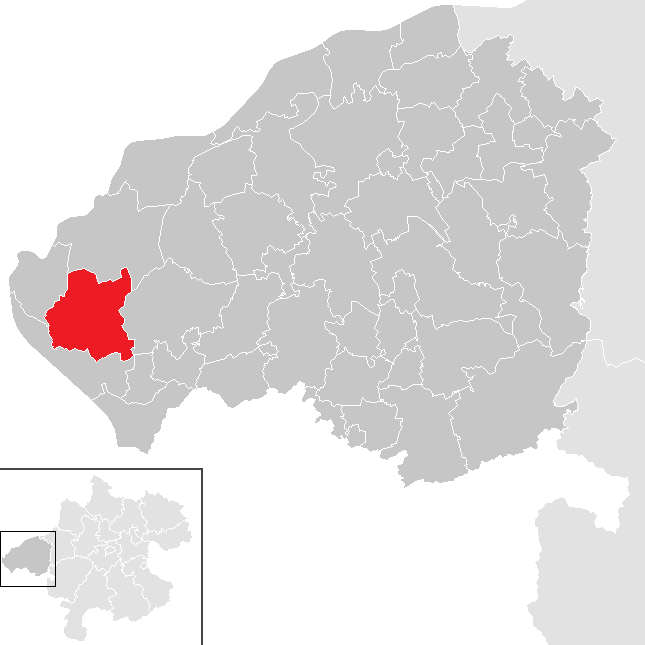
Tarsdorf a Braunau am Inn-i járásban

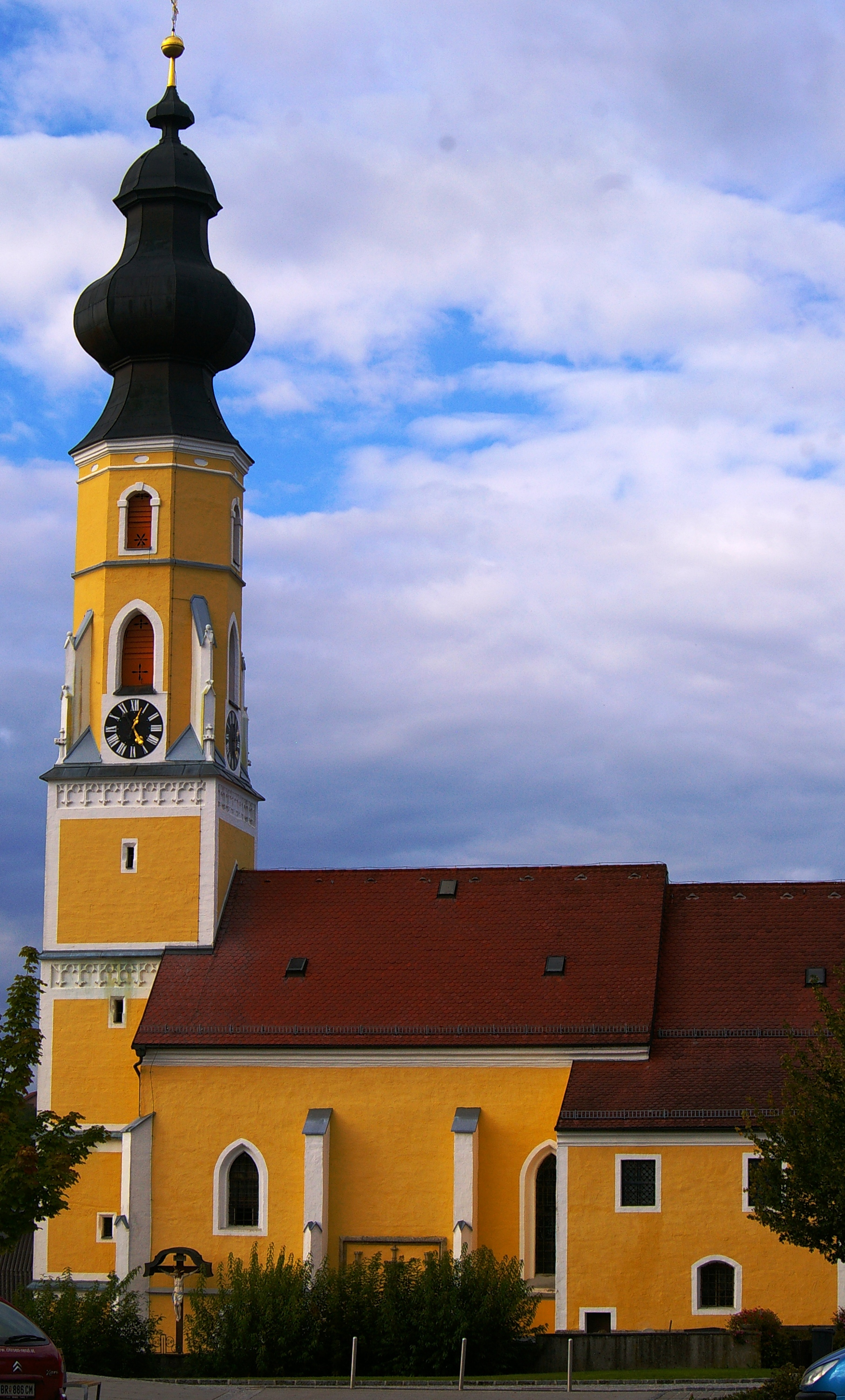
A Szt. Mihály-plébániatemplom

Tarsdorf Felső-Ausztria Innviertel régiójában fekszik a Großbach folyó mentén, a német határ közelében, a Felső Weilharti-erdő déli részén. Területének 37,9%-a erdő, 54,7% mezőgazdasági művelés alatt áll. Az önkormányzat 23 településrészt és falut egyesít: Am Anger (73 lakos 2018-ban), Döstling (51), Eckldorf (57), Ehersdorf (197), Eichbichl (82), Fugging (111), Haid (48), Hofstadt (91), Hofweiden (122), Hörndl (246), Hucking (55), Leithen (64), Neues Dorf (82), Ölling (14), Schmidham (50), Sensberg (53), Sinzing (4), Staig (31), Tarsdorf (485), Wimm (1), Winham (54), Wolfing (45) és Wupping (52).
A környező önkormányzatok: északra Hochburg-Ach, keletre Geretsberg, délkeletre Haigermoos, délre Ostermiething, északkeletre Sankt Radegund.

## Története
Tarsdorf térségében az ember első nyomai a kései neolitikumból (i.e. 5000-1800) származnak. A község területén a vaskori hallstatti kultúrához (i.e. 1100-500) köthető sírokat találtak. Ezután illírek, majd kelták költöztek a régióba; utóbbiak Noricum nevű királyságát a Római Birodalom i.e. 15-ben kebelezte be. Tarsdorf területén át haladt a Juvavumot (Salzburg) Bojodurummal (Passau) összekötő római út, maradványai ma is láthatóak. Hofweiden és Döstling között villa rustica alapjait tárták fel a régészek. A 6. században a népvándorlás miatt a rómaiak kiürítették a provinciát, helyükre germán bajorok költöztek. 
Tarsdorfot először 1070-ben említik a ranshofeni apátság okleveleiben. A 13. században a Hohenstaufenek kihalásával megroppant a központi hatalom, a feudális viszálykodásokat a falu is megszenvedte, amikor Erchanger vom Wesen feldúlta Tarsdorfot, lakóit pedig lemészárolta vagy elhurcolta. 1349-ben a nagy pestisjárvány egész falvakat néptelenített el a térségben. 1460-1476 között megépült a Szt. Mihálynak szentelt templom. Harangján az 1453-as évszám látható. A harmincéves háborúban a lakosság sokat szenvedett az átvonuló hadseregektől és fosztogató rablóbandáktól. A háború végén pestisjárvány szedett számos áldozatot. A pestis utoljára 1713-14-ben sújtott le. 
1779-ben a bajor örökösödési háborút lezáró tescheni béke következtében az addig Bajorországhoz tartozó teljes Innviertel Ausztriához került át. 1786-ban II. József egyházrendelete után a tarsdorfi egyházközség elnyerte önállóságát Ostermiethingtől. A napóleoni háborúk során 1809-ben a régiót a franciákkal szövetséges Bajorország visszavette, majd Napóleon bukása után ismét Ausztriáé lett. 
Az 1848-as bécsi forradalom után eltörölték a feudális birtokrendszert és 1850-ben megalakult Tarsdorf községi önkormányzata. A köztársaság 1918-as megalakulásakor a községet Felső-Ausztria tartományhoz sorolták. Miután Ausztria 1938-ban csatlakozott a Német Birodalomhoz, az Oberdonaui gau része lett; a második világháború után visszakerült Felső-Ausztriához. A háborúban 85 tarsdorfi veszett oda. 

## Lakosság
A tarsdorfi önkormányzat területén 2018 januárjában 2068 fő élt. A lakosságszám 1961 óta gyarapodó tendenciát mutat. 2016-ban a helybeliek 91,6%-a volt osztrák állampolgár; a külföldiek közül 6,8% a régi (2004 előtti), 0,6% az új EU-tagállamokból érkezett. 2001-ben a lakosok 94,4%-a római katolikusnak, 1,4% mohamedánnak, 2,7% pedig felekezeten kívülinek vallotta magát. Ugyanekkor 2 magyar élt a községben. 

## Látnivalók
- a késő gótikus Szt. Mihály-plébániatemplom
- Hörndl kápolnája

## Fordítás
- Ez a szócikk részben vagy egészben  a   Tarsdorf című német Wikipédia-szócikk ezen változatának fordításán alapul.  Az eredeti cikk szerkesztőit annak laptörténete sorolja fel. Ez a jelzés csupán a megfogalmazás eredetét és a szerzői jogokat jelzi, nem szolgál a cikkben szereplő információk forrásmegjelöléseként.